# Maarten Stekelenburg
Maarten Stekelenburg (Haarlem, 1982. szeptember 22. –) holland válogatott labdarúgó, az Ajax kapusa.
Felnőtt pályafutását 2001-ben az AFC Ajax csapatánál kezdte. 2011-ben átigazolt az AS Roma csapatához. 2010 tavaszától pedig a válogatott első számú kapusává lépett elő, miután Edwin van der Sar visszavonult a válogatottságtól.
Stekelenburg a híres Ajax-utánpótlás egyik neveltje, ahol Edwin van der Sar nyomdokaiba lépett. Amellett, hogy az Ajaxnál ő lépett Van der Sar nyomdokaiba, a nemzeti csapatnál is ő vette át a helyét a kapuban. Eddig sem a klubcsapatában, sem pedig a válogatottban nem vallott szégyent. A 2010-es Világbajnokságon egészen a döntőig menetelt a holland válogatottal. Nem sikerült ilyen jól a 2012-es Európa-bajnokság, ahol már a csoportban kiestek.

## Pályafutása

### AFC Ajax
Stekelenburg a Zandvoort '75 csapatánál kezdte a fiatal pályafutását. Utána a VV Schoten csapatához csatlakozott egészen 15 éves koráig. Ekkor került át az AFC Ajax fiatal csapatához. Az első csapatban 2002. augusztus 11-én debütált, egy PSV Eindhoven ellen 3:1-re megnyert Holland-szuperkupadöntőn. Így már a debütálásakor megnyerte első trófeáját.
Első szezonjában, a 2002/2003-as szezonban még csak 9 bajnoki mérkőzésen lépett pályára.
A 2003/2004-es szezonban is csak 10 mérkőzést játszott. Ennek ellenére az első bajnoki címét már a 2003/2004-es szezonban megnyerte a csapattal.
A következő 2004/2005-ös szezonban is csak 11 mérkőzésen védte az Ajax kapuját, mivel az első három szezonjában Bogdan Lobont mögött még csak a második számú kapus volt.
A 2005/2006-os szezonban lépett elő első számú hálóőrré és ennek eredményeként már 27 bajnoki mérkőzésen védte a csapat kapuját. Még ebben a szezonban megnyerte első alkalommal a Holland-kupát is. Így már minden győzelme meglett, amit Hollandiában el lehetett érni.
A következő, 2006/2007-es szezon előtt megnyerte a második Holland-szuperkupát, más néven Johan Cruijff-schaal-t is a csapattal, a szezon végén pedig sikerült megvédeniük ezt a címet. Mindkét alkalommal a PSV ellen. Még ebben a szezonban meglett a második Holland-kupagyőzelme is. Ebben a szezonban már 32 mérkőzésen védte az Ajax kapuját.
A 2007/2008-as szezonban benevezték Stekelenburgot az "Ajax év játékosa" díjra. De nem sikerült elnyernie mivel Wesley Sneijder kapta a díjat. Ebben a szezonban 30 bajnoki mérkőzést játszott és először bemutatkozott az európai porondon is. Az UEFA-kupában a Dinamo Zágráb csapata ellen.

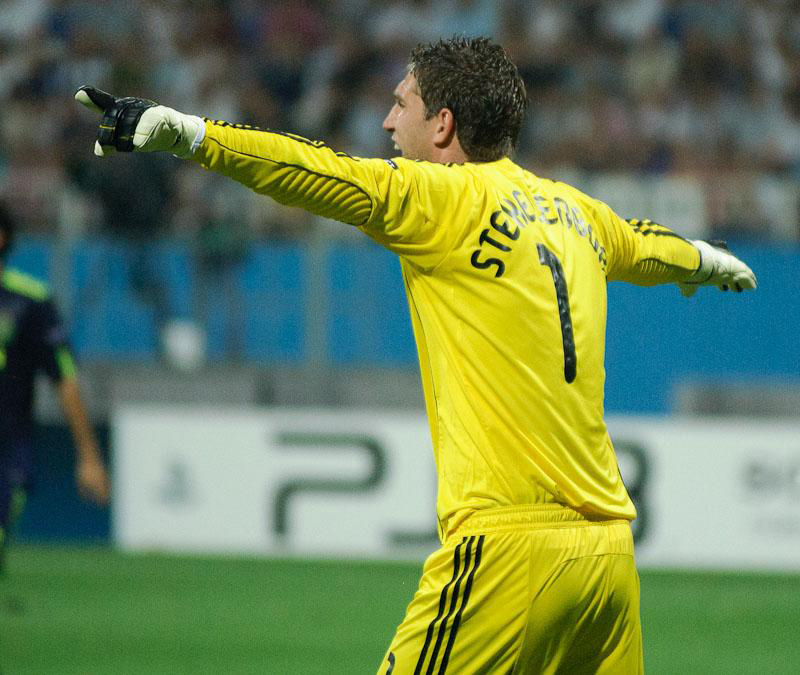
Stekelenburg az Ajax kapusként

A 2008/2009-es szezon nem úgy alakult számára ahogy azt szerette volna. Több kisebb sérülés, gyenge teljesítmény és egy új edző. A szezon elején, szeptember 28-án a Vitesse Arnhem elleni mérkőzésen Stekelenburg sérülést szenvedett. Emiatt három hónapot ki kellett hagynia. Ekkor Kenneth Vermeer lépett a helyébe. Január 18-án lépett újra pályára a NEC Nijmegen ellen. Ezután még hat mérkőzésen lépett pályára de az ezeken nyújtott teljesítménye nem tetszett Marco van Basten-nek, a csapat edzőjének. Ezért a szezon további mérkőzésein Kenneth Vermeer, a csapat második számú kapusa lépett a helyébe. Még májusban kapott egy lehetőséget. Így összesen csak 12 bajnoki mérkőzésen lépett pályára a szezonban.
Mivel a 2009/2010-es szezonban már Martin Jol irányította a csapatot, így ő is visszakerült a kezdőcsapatba. A szezon őszi felében nem nyújtottak nagyot, a tavaszi felében viszont Stekelenburgal együtt az egész Ajax nagyon jól játszott. A szezon 34 bajnoki mérkőzésén csak 20 alkalommal tudták bevenni a Maarten által védett kaput. De ez a tavaszi forma is csak arra lett elég, hogy a második helyen fejezzék be a bajnokságot.
A tavaszi forma ellenére a 2010/2011-es szezont nem a legjobb formában kezdte a csapat. Stekelenburggal együtt, több Ajax-játékos is rosszabb formát nyújtott a tavaszi formájukhoz képest. Stekelenburg ezt a világbajnokság miatti kevés pihenésre fogta. Pár mérkőzés után már sokkal jobb játékot nyújtott. A bajnokság elejétől kezdve ő védte a kaput. Október 24-én, a 10. fordulóban viszont nem tudta végigjátszani a mérkőzést az Excelsior ellen. A második félidő első felében le kellett cserélni egy kisebb sérülés miatt. A következő fordulóban viszont már újra ő védte az Ajax kapuját. Miután Frank de Boer decemberben átvette a csapat irányítását, az első lépései között volt, hogy Stekelenburgnak adta át a csapatkapitányi karszalagot. Március 6-án az AZ elleni bajnokin 250. tétmérkőzésén lépett pályára Stekelenburg az Ajax színeiben. Nagyon jól sikerült számukra a mérkőzés, mivel 4:0-ra győztek az Arena-ban. A következő héten viszont egy komoly sérülést szenvedett. Március 12-én, a csapat egy szombati edzésén eltörte a hüvelykujját, ezért a szezon további felében már nem léphetett pályára. Május 15-én a Twente Enschede legyőzésével az Ajax megszerezte a 30. bajnoki címét és a szurkolók közül sokan Stekelenburgot választották az év Ajax-játékosának. Be is került az év csapatába. Május 16-án egy kellemetlen dolog történt vele (ahogy áprilisban Sergio Ramos-al is). Egy busszal haladtak át Amszterdamon, és vitték magukkal a bajnoki tálat is. Az ünneplés közben viszont Maarten leejtette a tálat az útra. A nyáron klubot váltott, átigazolt a Seria A-ba. Július végén megkötötte a szerződést új klubjával, az AS Roma csapatával. Az olaszok 6,3 milliót fizettek érte.

### AS Roma
Az első alkalommal augusztus 12-én lépett pályára a római csapat kapusaként. Ekkor az AS Roma egy 3:0-ra elvesztett barátságos mérkőzést játszott a Valencia csapata ellen. Az első tétmérkőzésén – augusztus 18-án – a Slovan Bratislava ellen lépett pályára Pozsonyban az EL utolsó selejtezőkörében. Debütálása nagyon rosszul sikerült, mivel az első mérkőzésen kikaptak a "farkasok" a szlovák csapattól 1:0-ra. A visszavágón – Rómában – sem tudtak nyerni, a végeredmény 1:1 lett és így ki is estek az EL-ból. A 2012-13-as szezonbeli első bajnoki mérkőzését szeptember 11-én játszotta le a Cagliari ellen. A mérkőzés nem sikerült jól, mivel hazai pályán 1:2-re vesztettek. A következő mérkőzése is nagyon rosszul sikerült. Bár Milánóban az Inter ellen 0:0 lett a végeredmény viszont komoly sérülést szenvedett. A mérkőzés elején a hazaiak brazil hátvédjével, Lúcio-val ütközött aki a lábával eltalálta a fejét. Lecserélték és kórházba kellett szállítani. A sérülése miatt egy hónapot kellett kihagynia. Legközelebb október 16-án, a Lazio elleni hazai rangadón lépett pályára. November 25-én az Udinese elleni bajnokin lépett pályára élete 200. bajnoki mérkőzésén (191 Eredivisie-bajnoki és 9 Seria A-bajnoki). Január 24-én a Juventus ejtette ki őket az olasz kupából. Március 4-én megkapta élete első piros lapját a Lazio Roma elleni örökrangadón. Már a 9. percben kiállították és a derbit végül a Lazio nyerte 1:2-re. Ezek után a további mérkőzéseken újra pályára lépett egészen április 22-ig. Ekkor a Juventus elleni rangadón ismét kapott egy piros lapot a 26. percben és a további 5 bajnoki mérkőzésen már nem lépett pályára. A szezont végül a hetedik helyen zárták és így a következő évre egyik európai kupasorozatba sem kerültek be.

### Válogatott
Stekelenburg 2004. szeptember 3-án, egy Liechtenstein ellen 3:0-ra megnyert mérkőzésen mutatkozott be a holland válogatottban.

#### 2006-os labdarúgó-világbajnokság
A 2006-os Németországban megrendezett labdarúgó-világbajnokságra, az oranje szövetségi kapitánya Marco van Basten Stekelenburgot is benevezte a tornán részt vevő csapat keretébe. De nem játszott egyetlen mérkőzésen sem, mivel minden alkalommal a csapat első számú kapusa, Edwin van der Sar védett.

#### 2008-as labdarúgó Európa-bajnokság

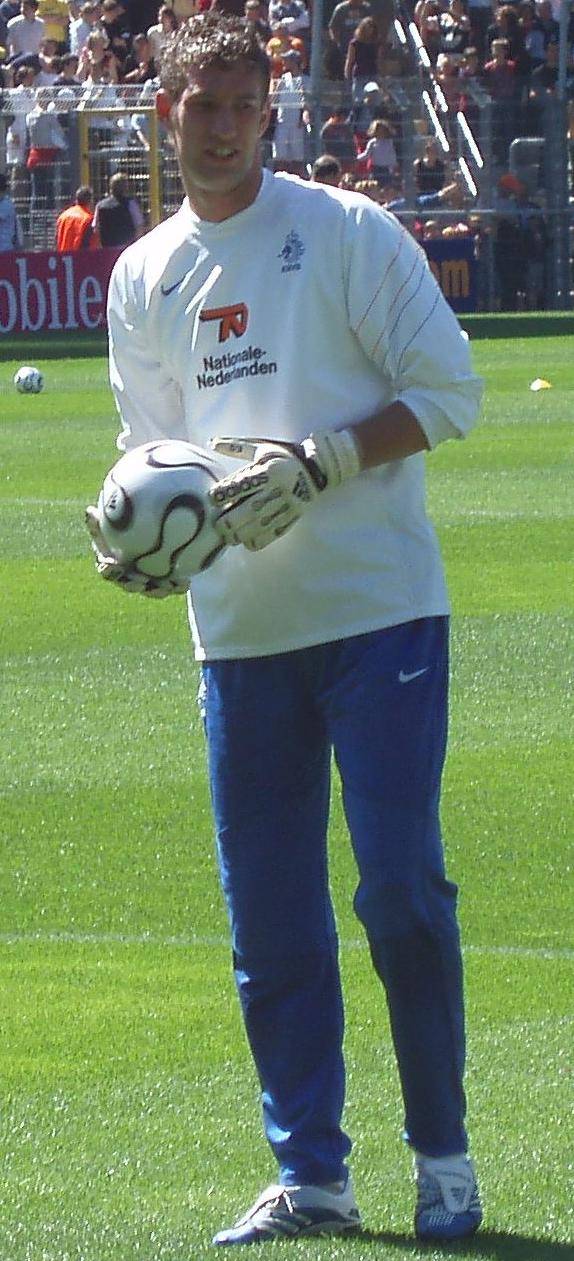
Az Oranje hálóőrenként

Marco van Basten a 2008-as Európa-bajnokságra elutazó keretbe is behívta Stekelenburgot, annak ellenére, hogy 2004-óta még csak 11 alkalommal játszott a válogatottban. Itt is csak második számú kapus volt Van der Sar mögött. Az Oranje itt az úgynevezett "halálcsoportba" került Olaszország, Franciaország és Románia mellett. Az első két mérkőzésen – Olaszország és Franciaország ellen – még nem lépett pályára. De mivel mindkettőt megnyerte az Oranje, a harmadik forduló előtt már továbbjutottak. Ezért június 17-én, a harmadik fordulóban Románia ellen már ő védte a holland kaput. Ezt is megnyerték a hollandok 2:0-ra, így csoportelsőként jutottak tovább. A negyeddöntőben Oroszország ellen léptek pályára. Itt már újra Van der Sar védett. Ezt 1:3-ra elvesztette hosszabbítás után az Oranje, ezért ki is estek a tornáról.
2008 szeptember 6-án pályára lépett egy Ausztrália elleni barátságos mérkőzésen, de nem tudta befejezni. Az első félidő 44. percében elkövetett egy szabálytalanságot az egyik ausztrál labdarúgóval, Joshua Kennedy-vel szemben. Ezért a bíró piros lapot adott neki és kiállította. Bert van Marwijk a második számú kapust, Henk Timmert küldte be és Klaas-Jan Huntelaart hozta le. Ezzel Stekelenburg lett az első holland kapus aki holland-válogatott mérkőzésén piros lapot kapott.

#### 2010-es labdarúgó-világbajnokság
Mivel 2010. június 5-én, még a világbajnokság előtt Edwin van der Sar visszavonult a válogatottságtól, Maarten Stekelenburg lett a válogatott első számú kapusa. Ezért Stekelenburg biztosra vehette, hogy benne lesz a válogatott 23 fős keretébe, akik elmennek a tornára. Az ő teljesítményének is lehetett köszönni, hogy az Oranje végül bejutott a döntőbe. A Spanyol-válogatott elleni döntőben is nagyon jó teljesítményt nyújtott. Csupán a 116. percben talált Andrés Iniesta rést Stekelenburg kapuján. De ezzel a góllal el is dőlt a döntő és a Holland-válogatott a harmadik világbajnoki-döntőjét is elvesztette. Stekelenburg mind a 7 mérkőzésen szerepelt és ezeken összesen 6 gólt kapott.

#### 2012-es labdarúgó Európa-bajnokság
Maarten tagja volt az Oranje keretének a 2012-es Európa-bajnokságon is. Ez a torna hatalmas csalódással fejeződött be a holland csapat számára. Annak ellenére, hogy 2 évvel ezelőtt ezüstérmesek lettek a vb-n, az idei Eb-n már a csoportkörből sem jutottak tovább. Mindhárom mérkőzésen kezdőként lépett pályára. Az első mérkőzést Dánia ellen játszották, ahol 0:1-es vereséget szenvedtek el. A következő összecsapást a Németek ellen veszítették el 1:2-re, míg az utolsó csoportkörben Portugáliától szenvedtek el 1:2-es vereséget.

## Statisztika
2012. április 22.
| Teljesítmény klubjában | Teljesítmény klubjában | Teljesítmény klubjában | Bajnokság | Bajnokság | Kupa         | Kupa         | Nemzetközi | Nemzetközi | Összesen | Összesen |
| Szezon                 | Klub                   | Bajnokság              | Mérk.     | Gól       | Mérk.        | Gól          | Mérk.      | Gól        | Mérk.    | Gól      |
| Hollandia              | Hollandia              | Hollandia              | Bajnokság | Bajnokság | KNVB Cup     | KNVB Cup     | Európa     | Európa     | Összesen | Összesen |
| ---------------------- | ---------------------- | ---------------------- | --------- | --------- | ------------ | ------------ | ---------- | ---------- | -------- | -------- |
| 2002–03                | AFC Ajax               | Eredivisie             | 9         | 0         | -            | -            | 3          | 0          | 12       | 0        |
| 2003–04                | AFC Ajax               | Eredivisie             | 10        | 0         | -            | -            | 1          | 0          | 11       | 0        |
| 2004–05                | AFC Ajax               | Eredivisie             | 11        | 0         | -            | -            | 4          | 0          | 15       | 0        |
| 2005–06                | AFC Ajax               | Eredivisie             | 27        | 0         | -            | -            | 6          | 0          | 33       | 0        |
| 2006–07                | AFC Ajax               | Eredivisie             | 32        | 0         | 3            | 0            | 9          | 0          | 44       | 0        |
| 2007–08                | AFC Ajax               | Eredivisie             | 31        | 0         | -            | -            | 2          | 0          | 33       | 0        |
| 2008–09                | AFC Ajax               | Eredivisie             | 12        | 0         | 5            | 0            | 2          | 0          | 19       | 0        |
| 2009–10                | AFC Ajax               | Eredivisie             | 33        | 0         | -            | -            | 8          | 0          | 41       | 0        |
| 2010–11                | AFC Ajax               | Eredivisie             | 26        | 0         | 4            | 0            | 13         | 0          | 43       | 0        |
| Összesen               | Összesen               | Összesen               | 191       | 0         | 12           | 0            | 48         | 0          | 251      | 0        |
| Olaszország            | Olaszország            | Olaszország            | Bajnokság | Bajnokság | Coppa Italia | Coppa Italia | Európa     | Európa     | Összesen | Összesen |
| 2011–12                | AS Roma                | Seria A                | 29        | 0         | 2            | 0            | 2          | 0          | 33       | 0        |
| 2012–13                | AS Roma                | Seria A                | 0         | 0         | 0            | 0            | 0          | 0          | 0        | 0        |
| Összesen               | Összesen               | Összesen               | 29        | 0         | 2            | 0            | 2          | 0          | 33       | 0        |
| Karrierje összesen     | Karrierje összesen     | Karrierje összesen     | 220       | 0         | 14           | 0            | 50         | 0          | 284      | 0        |

## Sikerei, díjai
AFC Ajax
- Bajnoki cím (2x): 2004, 2011
- Holland kupagyőzelem (3x): 2006, 2007, 2010
- Holland szuperkupa (4x): 2002, 2005, 2006, 2007

Holland-válogatott
- Világbajnokság: ezüstérem (2010)